# Brarup Kirke
Brarup Kirke ligger i den nordlige udkant af landsbyen Brarup ca. 14 km NNV for Nykøbing Falster (Region Sjælland).

## Eksterne kilder og henvisninger
- Brarup Kirke Arkiveret 31. januar 2011 hos  Wayback Machine på nordenskirker.dk
- Brarup Kirke på KortTilKirken.dk
- Brarup Kirke på danmarkskirker.natmus.dk (Danmarks Kirker, Nationalmuseet)

- Wikimedia Commons har flere filer relateret til Brarup Kirke